# Euxoa quadridentata
Euxoa quadridentata är en fjärilsart som beskrevs av Augustus Radcliffe Grote och Robinson 1865. Euxoa quadridentata ingår i släktet Euxoa och familjen nattflyn. Inga underarter finns listade i Catalogue of Life.